# Il progresso italo-americano
Il progresso italo-americano è stato un quotidiano statunitense in lingua italiana pubblicato a New York dal 1880 al 1988.
All'inizio del ventesimo secolo Il progresso italo-americano era il quotidiano italiano più popolare a New York con un numero di copie vendute pari a 100.000.
Fu fondato nel 1879 da Carlo Barsotti che ne fu anche direttore fino al 1928 quando assunse la direzione Generoso Pope. Il primo redattore fu Adolfo Rossi, nato nel 1853 a Lendinara, che fu successivamente giornalista di successo in Italia tanto da entrare nel corpo diplomatico per la sua esperienza internazionale e diventare ministro plenipotenziario italiano in Argentina.
Nel 1988 il quotidiano, in seguito a una vertenza sindacale, licenziò tutti i dipendenti iscritti ai sindacati. Una parte di questi decise, con mezzi propri, di dar vita ad un nuovo quotidiano, che prese il nome di America Oggi. 